# Menesia nigriceps
Menesia nigriceps là một loài bọ cánh cứng trong họ Cerambycidae.